# 八戸市立白銀小学校
八戸市立白銀小学校（はちのへしりつ しろがねしょうがっこう）は、青森県八戸市大字白銀町にある公立小学校。

## 沿革
- 1875年（明治8年）4月27日 - 福昌寺に清水小学校開校。
- 1893年（明治26年）6月 - 新町通り須賀端に2階建の校舎新築。
- 1897年（明治30年）12月11日 - 下町畑に分教場設置。
- 1898年（明治31年）1月13日 - 浜通字大沢片平に校舎新築移転。
- 1901年（明治34年）7月15日- 高等小学校併置し、白銀尋常高等小学校と改称。
- 1925年（大正14年）8月31日 - 大久保通3番地（現在地）に校舎移転増築。
- 1941年（昭和16年）4月1日 - 国民学校令により、白銀国民学校と改称。
- 1947年（昭和22年）4月1日 - 学制改革により、八戸市立白銀小学校と改称。同日、白銀中学校を併置し、高等科生を中学校に移籍。
- 1951年（昭和26年）
  - 3月26日 - 白銀中学校校舎落成移転。
  - 4月1日 - 町畑分教場が独立し、町畑小学校として開校。
- 1959年（昭和34年）5月23日 - 校舎新築落成式挙行。
- 1970年（昭和45年）4月1日 - 一部学区を分離し、白鴎小学校開校。
- 1988年（昭和63年）4月1日 - 学区を分離し、白銀南小学校開校。
- 2005年（平成17年）9月30日 - 創立130周年記念式典挙行。
- 2015年（平成27年）10月23日 - 創立140周年記念式典挙行。

## 学区
- （町内名で）大沢片平・第一三島・第二三島・第三三島・清水川・三島・三島丘・三島上・小学校通・夏川戸・東坂ノ上・山手三島・大沢頭・第一三島上・南ケ丘[1]

## アクセス
- 八戸市営バス
  - 郊外方面へは、「M20」・「M12」・「13」・「M15」・「14」の各系統で、中心街方面へは、「C5」・「F1」・「F4」・「T71」・「1」・「3」・「34」・「35」の各系統で、それぞれ「白銀小学校前」バス停下車。
- JR東日本八戸線白銀駅から、徒歩約440m・約7分。

## 周辺
- 青森県道29号八戸環状線
- 青森みちのく銀行鮫支店/白銀支店
- ローソン八戸白銀店